# Austrocactus subandinus
Austrocactus subandinus es una especie de planta suculenta perteneciente al género Austrocactus, dentro de la familia Cactaceae. Es endémica del noroeste de Argentina.

## Descripción

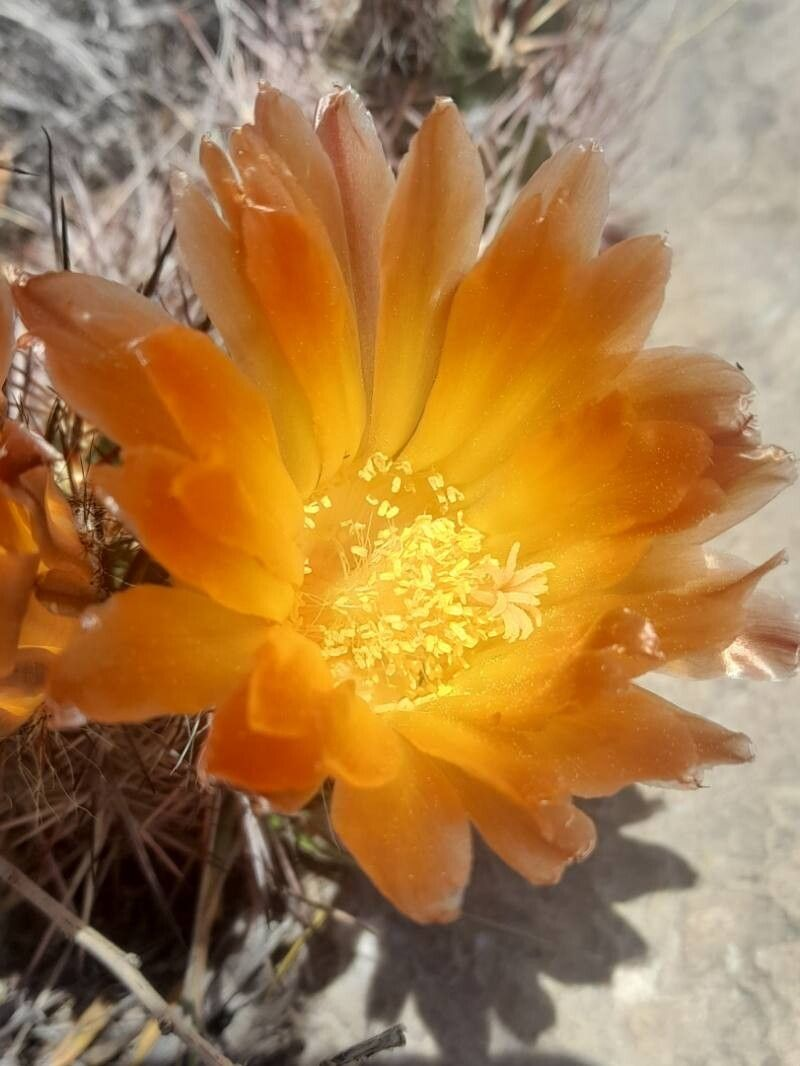
Detalle de la flor

Austrocactus subandinus es una especie de cactus pequeño con el tallo cilíndrico de color verde grisáceo. Puede alcanzar alturas de hasta 30 cm.
El color de sus espinas varía desde el blanco hasta el marrón. Las espinas radiales son numerosas y cortas, mientras que las espinas centrales son más largas, robustas y suelen ser más prominentes y en forma de gancho. 
Las flores son diurnas, de color amarillento anaranjado, y suelen aparecer en la parte superior del tallo.

## Distribución y hábitat
El área de distribución nativa de esta especie es el noroeste de Argentina y crece principalmente en biomas desérticos o de matorrales secos.

## Taxonomía
Austrocactus subandinus fue descrita por Elisabeth Sarnes y Norbert Sarnes y publicada por primera vez en la revista científica Kakteen und andere Sukkulenten 66: 174 en 2015.

Etimología
- Austrocactus: nombre genérico que proviene del latín australis (que significa 'del sur') y el sufijo cactus, haciendo referencia a que es un cactus que se localiza en el sur.
- subandinus: epíteto específico que proviene del prefijo sub- (que significa 'debajo' o 'cerca de') y andinus, que deriva de "Andes", haciendo referencia a que la especie se localiza cerca de la cordillera de los Andes, concretamente en la región subandina de Mendoza, Argentina.

## Usos
Se cultiva principalmente por todo el mundo como planta ornamental.